# Uber Bacilieri
Uber Bacilieri (Formignana, 26 luglio 1923 – Ferrara, 28 gennaio 2007) è stato un pugile italiano, di fama internazionale.

## Biografia
Di origini molto umili, intraprese diversi mestieri tra i quali il bracciante agricolo ed il calzolaio. Partito ventenne per la guerra, trascorse la fine dell'ultimo conflitto in prigionia, durante la quale imparò i primi rudimenti pugilistici da alcuni prigionieri inglesi.

### Carriera dilettantistica
Bacilieri iniziò la carriera nel pugilato all'indomani del suo ritorno dalla prigionia, sotto la guida di Nando Strozzi, suo maestro prima e manager poi. Si mise in luce ai campionati italiani del 1948, svoltisi a Milano, vincendo il titolo nei pesi massimi. Fu convocato a rappresentare l'Italia ai Giochi olimpici di Londra dello stesso anno.
Alle Olimpiadi batté al primo incontro l'irlandese Gerry O'Colmáin, ma venne sconfitto dall'argentino Rafael Iglesias, vincitore della medaglia d'oro. Nel '49, dopo alcune sconfitte, affrontò una trasferta in Scandinavia con buoni risultati.
Il c.t. Steve Klaus lo confermò anche agli europei di Oslo del 1949, dove Bacilieri vinse la medaglia di bronzo. Nello stesso anno arrivò secondo ai tricolori di Firenze, perdendo in finale contro Bastioni. Dopo di ciò, passò tra i professionisti, sempre seguito dal maestro Strozzi, che stava formando diversi campioni a Ferrara e Rovigo - fra questi Guido Ferracin, Enzo Correggioli, Arnaldo Tagliatti e, successivamente, Carlo Duran, Gianfranco Macchia, Clemente Gessi e Giuseppe Migliari.

### Carriera da professionista
Bacilieri debuttò l'11 gennaio 1950, a Bologna, con un pareggio contro Luigi Spaiardi. Un mese dopo, nella sua Ferrara, sconfisse lo stesso Spaiardi. In un anno combatté sei volte, con quattro vittorie e due pareggi.
È del 1951 la prima sconfitta in carriera durante la prima esperienza professionistica all'estero. Ha combattuto sette volte per il titolo italiano, conquistandolo due volte: nel 1952 combattendo contro Giorgio Milan e il 20 agosto 1956 contro il piacentino Antonio Crosia. Entrambi gli incontri si svolsero a Ferrara.
Nella sua carriera Bacilieri affrontò i migliori pesi massimi europei degli anni '50 e fra questi Ingemar Johansson, futuro campione del mondo. Incontrò anche Don Cockell, futuro avversario di Rocky Marciano il 16 maggio 1955 al Kezar Stadium di San Francisco in un incontro valido per il titolo del mondo dei massimi. 
Ingaggiò due epici scontri con Francesco Cavicchi, futuro campione d'Europa. Nel primo di essi, il 15 ottobre 1954, a Milano, il bolognese gli strappò il titolo italiano, costringendolo all'abbandono alla decima ripresa. Nel secondo, non valido per il titolo, Cavicchi lo abbatté per Ko alla sesta ripresa.
Incrociò i guantoni anche con Mino Bozzano, Giannino Luise, Rocco Mazzola, Federico Friso, Mario De Persio, Aldo Pellegrini e il campione dell'impero britannico Joe Bygraves.
Il suo successo più importante fu, forse, la vittoria per Kot alla seconda ripresa, a Londra il 26 aprile 1955, ai danni dell'altro britannico Henry Cooper, dopo che l'arbitro constatò una profonda ferita all'arcata sopracciliare del futuro campione d'Europa. Cooper, il 13 settembre successivo, al White City Stadium di Londra, si vendicò mettendo Bacilieri ko alla sesta ripresa. In seguito, il britannico fu anche il primo a infliggere un knock down a Cassius Clay.

### Dopo il ritiro
Appesi i guantoni nel 1958, Uber venne assunto dal Comune di Ferrara come vigile urbano. Al Parco Massari, così come nel centro storico della città estense, Bacilieri era conosciuto e stimato da tutti i cittadini, che lo hanno visto per anni come il vigile per eccellenza: come tale è stato rispettato anche dopo anni dal pensionamento avvenuto a metà degli anni settanta.
Con i proventi del mondo della boxe e con numerosi sacrifici si costruì una villetta sulla quale campeggia ancor oggi la scritta "Villa Olimpia-London 1948", quale ricordo della sua partecipazione ai giochi olimpici. Fondò a Ferrara una scuola di pugilato ancor oggi famosa e conosciuta.
Bacilieri morì il 29 gennaio 2007. Durante lo svolgimento della cerimonia funebre, il sacerdote disse: "Uber era l'uomo più forte del mondo, ma era buono come un pezzo di pane".
Il Comune di Ferrara, in ricordo del campione-vigile, ha deciso di dedicare al suo nome il parco pubblico prospiciente "Villa Olimpia", inaugurato con cerimonia ufficiale il 21 settembre 2008.

### Caratteristiche tecniche
Pugile molto tecnico ma non dotato del pugno del KO, Bacilieri fu sicuramente uno dei pesi massimi italiani più interessanti dell'immediato dopoguerra.

### Onorificenze
Il 25 aprile 1984 il Presidente della Repubblica Sandro Pertini e il Ministro della Difesa Giovanni Spadolini gli conferirono un riconoscimento per avere partecipato alla Liberazione dell'Italia dal 1943 al 1945, intestato "al militare italiano non collaborazionista sig. Uber Bacilieri".